# 萨卡里亚斯·博纳特
萨卡里亚斯·博纳特·米歇尔（西班牙語：Zacarías Bonnat Michel，1996年2月27日—），多米尼加男子举重运动员，2019年泛美运动会男子81公斤级银牌得主、2020年夏季奥运会男子81公斤级银牌得主。